# Куринной, Игорь Иванович
Игорь Иванович Куринной (6 августа 1938, Банное — 27 августа 2018, Москва) — советский военный деятель, генерал-лейтенант, заместитель председателя Государственной комиссии по пилотируемому космосу, член Государственной комиссии по лётным испытаниям МКС «Энергия-Буран» (1991 – 1992), почётный гражданин городов Байконур и Святогорск.

## Биография
Родился 6 августа 1938 года в посёлке Банное, ныне Святогорске, Донецкой области в семье участника Великой Отечественной войны. В 1958 году Игорь завершил обучение в Первом Ленинградском артиллерийском училище. С 1958 по 1963 годы проходил военную службу в Ракетных войсках стратегического назначения Вооружённых Сил СССР.
С 1962 по 1963 годы Куринной участвовал в военной операции "Анадырь" на Кубе в период Карибского кризиса. Служил в составе 43-й ракетной дивизии стратегического назначения. В 1967 году завершил обучение в Ростовском высшем военном командном училище Ракетных войск имени М.И. Неделина, а также окончил Военно-политическую академию им. В.И. Ленина.
С 1967 по 1971 годы служил в должности начальника отдела в Политуправлении Ракетных войск стратегического назначения. С 1971 по 1975 годы руководил Политотделом 50-й ракетной дивизии.
С 1975 по 1984 годы был первым заместителем, а позже членом Военного Совета — начальником Политотдела 50-й ракетной армии. 19 февраля 1979 года ему было присвоено воинское звание генерал-майор, а 22 февраля 1984 году - генерал-лейтенант. 
С 1984 по 1992 годы Куринной был членом Военного совета — начальником Политического управления Военно-космических сил, заместителем председателя Государственной комиссии по пилотируемому космосу, членом Государственной комиссии по лётным испытаниям многоразовой космической системы «Энергия-Буран».

В отставке Куринной активно занимался общественной работой. С 2002 года неоднократно избирался в Центральный совет Общероссийского союза общественных организаций «Союза ветеранов Космических войск», был его председателем. До последних дней возглавлял Всероссийское Общество дружбы с Кубой, был членом Попечительского Совета Федерации самбо России. В разные годы был вице-президентом Федераций дзюдо и сумо России. Его сын Игорь стал трёхкратным чемпионом мира по самбо. 
В период с 2014 года по 2018 годы был членом Общественных советов Роскосмоса и Госкорпорации «Роскосмос».
Игорь Иванович Куринной умер 27 августа 2018 года в Москве. Он похоронен на мемориальном кладбище в городе Мытищи.

## Награды
- Орден Октябрьской Революции
- Орден Трудового Красного Знамени
- Орден «За службу Родине в Вооружённых Силах СССР» 3 степени
- Заслуженный тренер Российской Федерации по самбо
- Почётный гражданин города Святогорск Донецкой области
- Почётный гражданин города Байконур (Казахстан)